# Александар Војиновић (новинар)
Александар Војиновић (хрв. Aleksandar Vojinović; Загреб, Савска бановина, Краљевина Југославија, 9. децембар 1936. — август 2008) је био хрватски новинар и публициста.

## Биографија
Радио је у разним дневним и недељним новинама: Globus (уредника Фране Барбиерија), Areni, Večernjem vjesniku,, Narodnom listu, Vjesniku u srijedu, Slobodnoj Hrvatskoj, Domu, и Startu, у којем је радио 12 година, од 1969. до 1991. године.

## Дела
- „“, Загреб, 1978.
- Zločin je bježao na Zapad. Загреб: Centar za informacije i publicitet. 1987. ISBN 978-86-7125-010-8.
- „“, Загреб, 1988.
- „“, Загреб, 1988.
- „“, Загреб, 1990.
- „“, Загреб, 1991. (коаутор Борис Влашић)
- Vojinović, Aleksandar (1991). NDH u Beogradu. Zagreb. ISBN 978-953-6308-02-6.
- Nije sramota biti Hrvat, ali je peh: velike i male tajne NDH. Zagreb: Pavičić. 1999. ISBN 978-953-6308-04-0.